# Profilování knihovního fondu

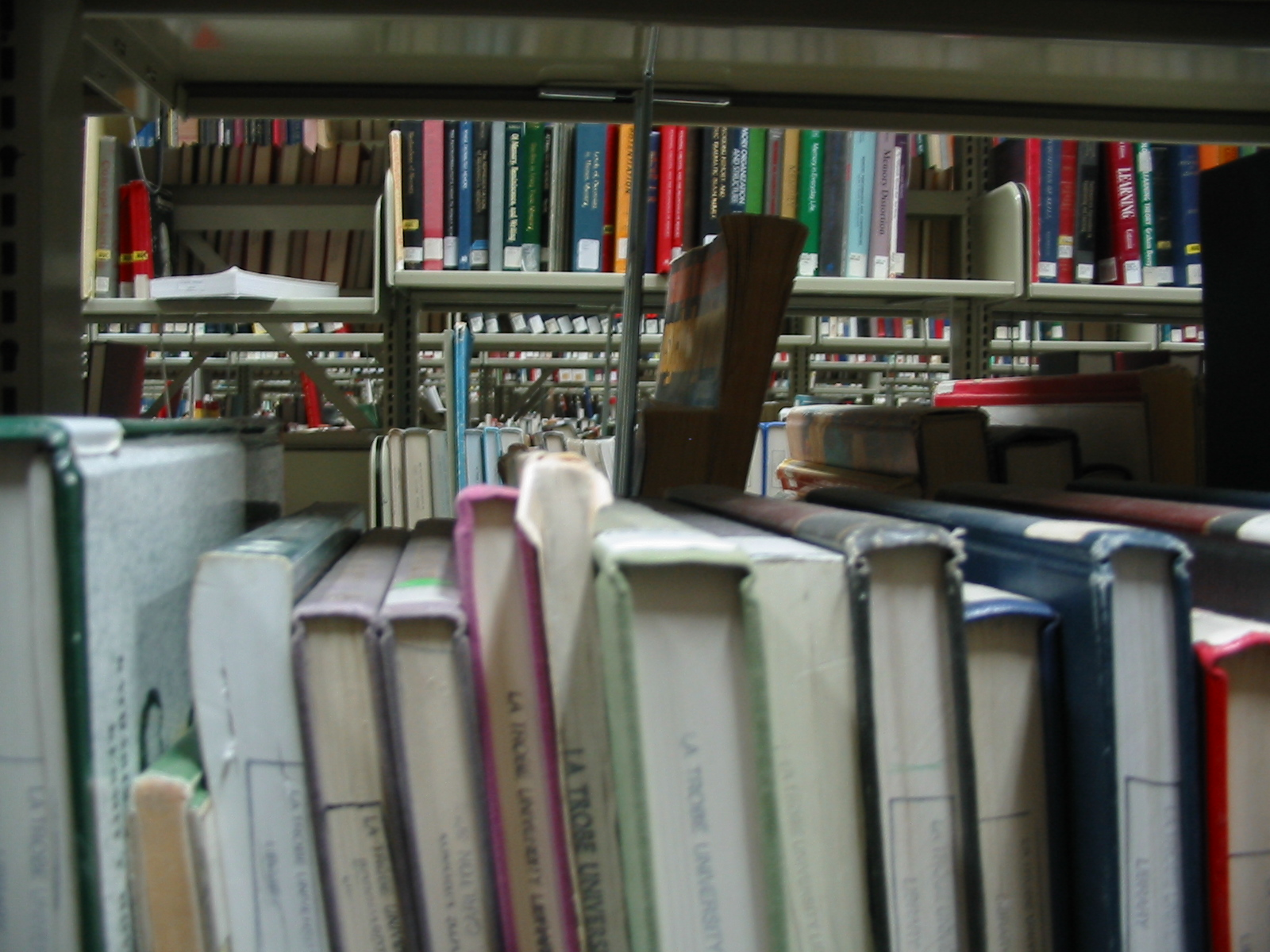
Knihovní sklad

Profilování knihovního fondu (profilace fondu) je stanovení a následné zajištění struktury a obsahu fondu. Je součástí procesu akvizice a nástrojem soustavného budování kvalitního knihovního fondu. Knihovní fond je přitom soubor všech dokumentů v gesci knihovny. Profil knihovního fondu je zaměření (skladba) knihovního fondu stanovené na základě různých hledisek výběru dokumentů.
Stanovený profil knihovního fondu by měl být respektován při akvizici nových dokumentů, a používán jako nástroj budování knihovního fondu akvizičním pracovníkem.
Profil knihovny lze určit podle metodických hledisek, s ohledem na zaměření a účel knihovny, a uživatele:
- Tematický profil – struktura fondu se vyjadřuje formou klasifikačního schématu použitého v knihovně (MDT, deskriptory atd.).
- Druhy dokumentů – struktura fondu se stanovuje podle druhů dokumentů, které je žádoucí zahrnout do fondu knihovny (knihy, časopisy, vysokoškolské práce, patenty, normy atd.).
- Podle provenience dokumentů – tzn. pode místa původu dokumentů. Z různých důvodů může být knihovna zaměřena na produkci některých států (např. slovanská literatura apod.).
- Institucionální hledisko – ve fondu nesmí chybět dokumenty špičkového pracoviště oboru.
- Autorské hledisko – do fondu přednostně zařadíme publikace vynikajících odborníků. Stanoví se bibliometrickými metodami.
- Životnost informací – v každém oboru zastarávají publikace jinou rychlostí. Zastaralé dokumenty nezískáváme, spíše vyřazujeme[2][3]. V některých případech starší dokumenty získávají na hodnotě a nevyřazují se.

Hlediska bývají kombinovaná a provázaná a mohou se měnit v závislosti na vývoji vědních oborů, jimiž se knihovna zajímá, nových potřeb uživatelů atd.
Neodpovídá-li dokument profilu knihovny, může to být důvodem k jeho vyřazení z knihovního fondu.